# Drenovac Radučki
Drenovac Radučki es una localidad de Croacia en el ejido de la ciudad de Gospić, condado de Lika-Senj.

## Geografía
Se encuentra a una altitud de 614 m s. n. m. a 234 km de la capital nacional, Zagreb.

## Demografía
Para la fecha del censo 2011 la localidad se encontraba deshabitada.
| Gráfica de población de Drenovac Radučki 1857-2011                  |
|                                                                     |
| Según los censos de población de la oficina estadística de Croacia. |